# Белобрюхий нотура
Белобрюхий нотура (лат. Nothura boraquira) — вид птиц из рода тинаму-нотуры семейства тинаму (Tinamidae). Обитает в сухих кустарниковых зарослях в северо-восточной Боливии, западном Парагвае и северо-восточной Бразилии. Подвидов не выделяют.

## Описание
Размер белобрюхого нотура составляет около 27 см. Верхняя часть тела светло-коричневая и чёрная с белыми полосами. Горло белое, передняя часть шеи бурая с чёрными полосами, грудь бурая, а брюхо белое. Корона тёмно-коричневая, а бока головы бурые. Ноги ярко-жёлтые, а внутренние перепонки передних лап равномерно тёмные, в отличие от близкородственной пятнистой нотуры (Nothura maculosa).

## Биология
Белобрюхий нотура предпочитает сухие кустарниковые районы на высоте до 500 м. Он также встречается на сухих лугах, в саванне, в каатинге и иногда на пастбищах. Этот вид является местным для северо-восточной и центральной Бразилии, восточной Боливии и Парагвая.

## Поведение
Как и другие тинаму, белобрюхий нотура питается плодами с земли или низко расположенных кустов. Он также питается некоторыми беспозвоночными, цветами, молодыми листьями, семенами и корнями. 
Самец высиживает яйца, которые могут быть получены от 4 разных самок, а затем воспитывает их до тех пор, пока они не будут готовы к самостоятельной жизни, обычно это 2–3 недели. Гнездо располагается на земле в густом кустарнике или между приподнятыми корневыми подпорками.
Предположительно, ведет малоподвижный образ жизни.

### Вокализация
Песня — высокотональная длинная нота «peeea», угасающая в конце, повторяется с интервалом в 3–5 секунд. Низкое щебечущее «bit bit bit» служит для контакта между членами стаи. Также существует повторяющееся громкое «pswit» при взлёте.